# Anne-Fleur Duppen
Anne-Fleur Duppen (Hoorn, 26 augustus 1998) is een Nederlands voetbalspeelster. Van 2015 tot 2020 speelde zij voor vv Alkmaar in de Nederlandse Vrouwen Eredivisie. Na haar profcarrière komt ze als amateur uit voor het Amsterdamse ASV Wartburgia.

## Statistieken
| Seizoen | Club       | Land      | Competitie | Wedstrijden | Doelpunten |
| ------- | ---------- | --------- | ---------- | ----------- | ---------- |
| 2015/16 | vv Alkmaar | Nederland | Eredivisie | 4           | 0          |
| 2016/17 | vv Alkmaar | Nederland | Eredivisie | 8           | 0          |
| 2017/18 | vv Alkmaar | Nederland | Eredivisie | 5           | 1          |
| 2018/19 | vv Alkmaar | Nederland | Eredivisie | 18          | 6          |
| 2019/20 | vv Alkmaar | Nederland | Eredivisie | 3           | 0          |
| Totaal  | Totaal     | Totaal    | Totaal     | 38          | 7          |

Laatste update: 30 november 2024

## Privé
Duppen studeerde aan de Johan Cruyff Academy.
De tweelingzus van Anne-Fleur, Jasmijn Duppen, speelde ook voor vv Alkmaar. Eind december 2023 begonnen de zussen een doneeractie voor hun zieke moeder.